# خدمات مهنية
الخدمات المهنية هي وظائف تقنية يتم تقديمها من قبل مقاولين أو مستشارين مستقلين.
من الأمثلة على هذه الخدمات المهنية: المحاسبة والتدقيق والهندسة وغيرها.